# Gondar meridionale
Gondar meridionale è una delle zone amministrative in cui è suddivisa la Regione degli Amara in Etiopia.

## Woreda
La zona è composta da 18 woreda:
1. Debre Tabor town
2. Dera
3. Ebenat
4. Esite occidentale
5. Esite orientale
6. Farta
7. Fogera
8. Guna Begemider
9. Lay Gayint
10. Libokemekem
11. Mekan Eyesuse
12. Mena Meketewa
13. Nefas Mewicha town
14. Sede Muja
15. Semada
16. Tach Gayint
17. Woreta town